# Amtsgericht Genthin
Das Amtsgericht Genthin war ein Gericht der ordentlichen Gerichtsbarkeit in Genthin.

## Geschichte
Von 1849 bis 1879 bestand in Genthin das Kreisgericht Genthin im Sprengel des Appellationsgerichtes Magdeburg. Im Rahmen der Reichsjustizgesetze wurden 1879 reichsweit einheitlich Oberlandes-, Land- und Amtsgerichte gebildet. Das königlich preußische Amtsgericht Genthin wurde mit Wirkung zum 1. Oktober 1879 als eines von 15 Amtsgerichten im Bezirk des Landgerichtes Stendal im Bezirk des Oberlandesgerichtes Naumburg gebildet. Der Sitz des Gerichtes war die Stadt Genthin. Sein Gerichtsbezirk umfasste den Kreis Jerichow II ohne die Teile, die den Amtsgerichten Burg, Jerichow und Sandau zugeordnet waren. Am Gericht bestanden 1880 drei Richterstellen. Das Amtsgericht war damit ein großes Amtsgericht im Landgerichtsbezirk. Es war auch Elbzollgericht. Im Jahre 1885 wurde das Amtsgericht Genthin dem Landgericht Magdeburg überwiesen.
In der DDR wurden 1952 die Amtsgerichte aufgehoben und einheitlich Kreisgerichte gebildet. Genthin kam zum Kreis Genthin, entsprechend entstand das Kreisgericht Genthin. Mit dem Gerichtsorganisationsgesetz von Sachsen-Anhalt wurden das Kreisgericht 1992 aufgehoben und erneut ein Amtsgericht Genthin gebildet und erneut dem Landgericht Stendal zugeordnet. Mit dem Gesetz über die Neugliederung der Amtsgerichte vom 17. Mai 2000 wurde das Amtsgericht Genthin zum 1. Juni 2000 aufgehoben.